# ليلك الصفدي
ليلك الصفدي، أكاديمية سعودية ورئيسة الجامعة السعودية الإلكترونية من 2020م إلى 2023م، وأول سيدة تتولى منصب رئيس جامعة سعودية طلابها من الجنسين. كما تعد أول سعودية تحصل على درجة الدكتوراه في علوم الحاسب الآلي عام 2002م وتحصل على ترقية بدرجة أستاذ في علوم علوم الحاسب الآلي عام 2017م.
تتمتع أ.د.ليلك الصفدي بخبرة عملية تتجاوز الـ 20 عاماً في القطاعين العام والخاص في مجال التقنية والتعليم والأعمال. تقلدت عدة مناصب قيادية في قطاع التعليم وقامت بقيادة العديد من مبادرات رؤية المملكة 2030 ومبادرات التحول الوطني ورؤية المملكة 2030 في منظومة الصحة والعمل والاقتصاد والتخطيط والاستثمار والتجارة والتعليم.
قادت ملف تمكين المرأة في المملكة ودعم منظومة ريادة الأعمال التقنية والشركات الناشئة. وعضو في العديد من المجالس الاستشارية.
عملت البروفيسورة ليلك الصفدي عضو هيئة تدريس في عدة جامعات ومستشاراً في التحول الرقمي وهي متخصصة في الذكاء الاصطناعي والتقنيات المتقدمة. لديها أكثر من 50 ورقة بحثية منشورة كما حصلت على العديد من الجوائز المحلية والعالمية في مجال القيادة والتميز والجودة الاكاديمية.

## الحالة الاجتماعية
متزوجة ولها أبناء

## المؤهلات العلمية
- شهادة الماجستيرفي في إدارة الأعمال، 2003، معهد الإدارة الأوربي، بلجيكا
- شهادة الدكتوراه في علوم الحاسب الآلي 2002، جامعة ولونغونغ، أستراليا
- شهادة الماجستيرفي علوم الحاسب 1995، جامعة ولونغونغ، أستراليا.[4]
- بكالوريوس علوم الحاسب، 1993، جامعة الملك سعود
- بالإضافة إلى العديد من البرامج التنفيذية والقيادية من جامعة هارفارد وجامعة ييل وجامعة أكسفورد وكولومبيا.

## المناصب
- الرئيس التنفيذي لشركة أيكونك التعليمية، إحدى شركات أكار القابضة العالمية منذ سبتمبر 2003م
- رئيس بالجامعة السعودية الإلكترونية.منذ يوليو 2020 م حتى شهر يوليو 2023م
- نائب الرئيس للتحول الرقمي الوطني في شركة مايكروسوفت 2020م
- مستشار محافظ هيئة المشروعات الصغيرة والمتوسطة (يوليو 2017 - أغسطس 2019)
- نائب المحافظ للاستراتيجية في هيئة توليد التوظيف (مايو 2016 - مايو2017)
- مستشار، شركة تكامل للأعمال (2014 – 2016)
- نائب الرئيس للشؤون الأكاديمية في جامعة دار العلوم (2011-2013)
- المؤسس والمدير التنفيذي لحاضنة الرياض للتقني، شركة وادي الرياض (2010 - 2013)
- المشرف على مركز ريادة الأعمال، جامعة الملك سعود (2008 -2010)
- المدير التنفيذي في شركة آثار المجد القابضة (2004-2008)
- عضو هيئة تدريس في كلية الحوسبة والمعلوماتية بجامعة الملك سعود (1995 – 2020) [5]
- الشريك المؤسس لشركة حلول البيانات التقنية (2002 - 2004).

## العضويات
- عضو مجلس إدارة ورئيس لجنة الأستثمار في المركز الوطني للتعليم الإلكتروني (أبريل 2022 - الآن)

- عضو مجلس إدارة  شركة تطوير لتقنيات التعليم (ديسمبر 2021 – الآن)

- عضو في مركز الفكر العالمي للذكاء الاصطناعي  (منذ 2020)

- عضو مجلس ادارة شركة أيكونيك التعليمية
- رئيس لجنة الأستثمار في الجامعة السعودية الالكترونية
- عضو مجلس أمناء جائزة الملك سلمان لأبحاث الإعاقة
- عضو مجلس أمناء منتدى الرياض الاقتصادي
- عضو لجنة القبول بجمعية تعلم

## الجوائز
- جائزة التميز للمرأة، معهد القيادة الآسيوي، 2013، دبي، الإمارات العربية المتحدة

- جائزة اختيار الطالب، ندوة التعليم العالي للفتاة في المملكة، وزارة التعليم العالي، 2013، الرياض، المملكة العربية السعودية

- جائزة القيادة الأكاديمية، ندوة التعليم العالي للفتاة في المملكة، وزارة التعليم العالي، 2013، الرياض، المملكة العربية السعودية

- جائزة القيادة الأكاديمية الآسيوية، معهد القيادة الآسيوي، 2012، دبي، الإمارات العربية المتحدة

- جائزة التميز في التدريس، جامعة الملك سعود، 2008، الرياض، المملكة العربية السعودية

- جائزة أفضل ورقة علمية، المؤتمر الدولي حول التقدم في المعالجة الدلالية، 2007، تاهيتي

- الجائزة الوطنية لمهارات الحاسوب، شركة الإلكترونيات المتقدمة، 1995، الرياض، المملكة العربية السعودية

- جائزة التميز في مشروع التخرج، جامعة ولونغونغ، 1995، أستراليا